# Traité sur l'émanation gauche

Le Traité sur l'émanation gauche (Al ha-Aẓilut ha-semalit) est un ouvrage kabbalistique du XIIIe siècle du rabbin Isaac ben Jacob ha-Cohen, d'origine castillane, ayant séjourné à Montpellier et lié aux écoles juives de Narbonne, Posquières (Vauvert) et Lunel.
L'ouvrage témoigne aussi de l'influence de son frère aîné, Jacob ben Jacob ha-Cohen, également éminent kabbaliste, mort à Béziers en 1280.

## L'Œuvre
Isaac ben Jacob ha-Cohen est connu pour avoir entre 1260 et les années 1280 voyagé avec son frère Jacob en Espagne et en Languedoc. La rédaction du Traité sur l'émanation gauche semble de peu postérieure au décès de son frère en 1280.
Ce traité reprend la théorie de « l'émanation » telle que la présentait la littérature cabalistique, pour y intégrer un concept global du mal, pouvant être rapproché de celui de la Gnose. Isaac ben Jacob paraît le premier à l'avoir introduit et également le premier à traiter Samael et Lilith comme un couple, inspirant probablement ce type de représentations dans le Zohar, en opposition avec la légende antérieure, notamment dans l’Alphabet du Pseudo Ben Sira, qui faisait de Lilith la première femme d'Adam.
Ce Traité sur l'émanation gauche est jugé par Joseph Dan (en) comme « l'un des livres les plus importants et révolutionnaires de l'histoire de la Kabbale ».

### LeTraité
- Texte en français du Traité sur l'émanation de la gauche sur www.kabbale.eu : 1e partie, 2e partie, 3e partie.
- (en) Joseph Dan, The early Kabbalah, New York, Paulist Press, 1986, pp. 165-182 (Ronald C. Kiener traducteur de l'hébreu en anglais ; texte incomplet).
- (en) Isaac ha-Kohen traduit par John Quail, Treatise on the Left Emanation, 2023 (ISBN 979-8861657914).